# Bogázi
Bogázi är en ort i Cypern.   Den ligger i distriktet Eparchía Ammochóstou, i den östra delen av landet, 60 km öster om huvudstaden Nicosia. Bogázi ligger 1 meter över havet och antalet invånare är 157. Den ligger på ön Cypern.
Terrängen runt Bogázi är varierad. Havet är nära Bogázi åt sydost. Närmaste större samhälle är Tríkomo, 6,3 km sydväst om Bogázi. 
Stäppklimat råder i trakten. Årsmedeltemperaturen i trakten är 23 °C. Den varmaste månaden är augusti, då medeltemperaturen är 33 °C, och den kallaste är februari, med 14 °C. Genomsnittlig årsnederbörd är 421 millimeter. Den regnigaste månaden är januari, med i genomsnitt 93 mm nederbörd, och den torraste är augusti, med 1 mm nederbörd.